# Jamides grata
Jamides grata är en fjärilsart som beskrevs av Grose-smith 1895. Jamides grata ingår i släktet Jamides och familjen juvelvingar. Inga underarter finns listade i Catalogue of Life.